# Ерал (станция)
Ера́л — обгонный пункт Башкирского региона Куйбышевской железной дороги, расположенный в посёлке железнодорожной станции Ерал Ашинского района Челябинской области, на Вокзальной улице.

## История
25 августа 2013 году село Ерал, центр Еральского сельского поселения, отпраздновало своё 250-летие. У села насыщенная биография. Ерал был основан в 1763 году владельцами Симских горных заводов, симбирскими купцами, братьями Твердышевыми и И.С. Мясниковым и заселен крепостными крестьянами, которые стали первыми жителями села. Всего было привезено 80 семей. Жители заготавливали и перевозили руду, лес, занимались углежжением, позднее производили сельскохозяйственные продукты для заводских рабочих. К 1870 была построена часовня.
В годы гражданской войны крестьяне деревни Ерал активно участвовали в партизанском движении в тылу колчаковских войск. Руководителями движения были Федор Михайлович, Тимофей Михайлович и Константин Григорьевич Буяновы. В августе 1918 года братья Буяновы, а также М.В. Изотов и В.А. Балахнин были схвачены карателями и убиты на ст. Симской. Они были похоронены в братской могиле. Именем братьев Буяновых названа железнодорожная остановка, улицы в с. Ерал и в г. Симе.
В 1927—1929 на территории села организован колхоз им. Сталина. В 1950-х гг. он стал «миллионером» (рук. А. Ф. Земляков), в 1969 вошел в состав совхоза «Кропачёвский» (в Ерале располагались 1-е отделение и центральная усадьба совхоза).

## Расположение
Село расположено в живописной местности, оно является своеобразным и неповторимым как по природным красотам, также славятся людьми, которые здесь родились. Через село и в его окрестностях протекают реки Студёный Ключ, Катаевский Ключ и Ералка. Ландшафт — лесная зона (юго-зап. окраина Месягутовского лесостепного острова; сосноволиственничные леса с примесью ели и пихты).

## Информация
Как станция был основан в 1890 году в ходе строительства Самаро-Златоустовской железной дороги.